# Монтескьё-Лораге
Монтескьё-Лораге́ (фр. Montesquieu-Lauragais, окс. Montesquiu de Lauragués) — коммуна во Франции, находится в регионе Юг — Пиренеи. Департамент — Верхняя Гаронна. Входит в состав кантона Вильфранш-де-Лораге. Округ коммуны — Тулуза.
Код INSEE коммуны — 31374.

## География

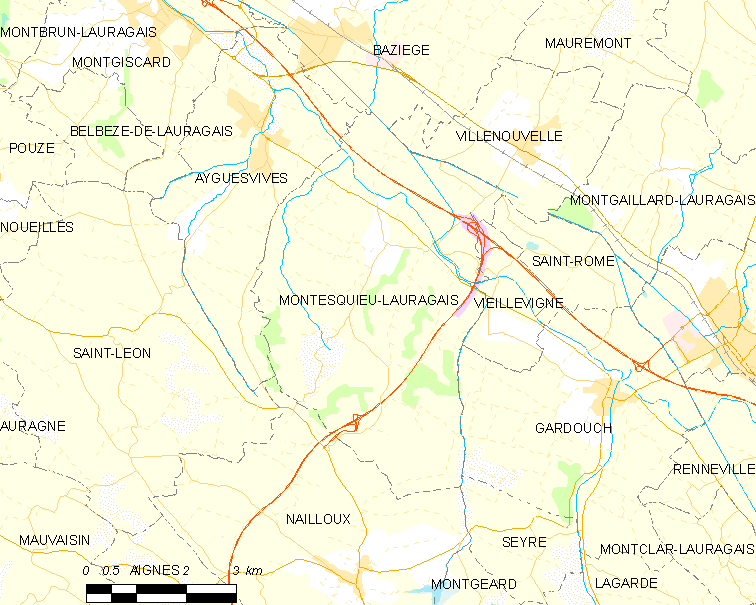
Карта коммуны

Коммуна расположена приблизительно в 610 км к югу от Парижа, в 26 км к юго-востоку от Тулузы.
На севере коммуны проходит Южный канал.

## Климат
Климат умеренно-океанический. Зима мягкая и снежная, весна характеризуется сильными дождями и грозами, лето сухое и жаркое, осень солнечная. Преобладают сильные юго-восточные и северо-западные ветры.

## Население
Население коммуны на 2010 год составляло 917 человек.
| 1962 | 1968 | 1975 | 1982 | 1990 | 1999 | 2010 |
| ---- | ---- | ---- | ---- | ---- | ---- | ---- |
| 680  | 646  | 564  | 654  | 742  | 854  | 917  |

## Администрация
| Период | Период | Фамилия    | Партия | Примечания |
| ------ | ------ | ---------- | ------ | ---------- |
| 2000   | 2007   | Ален Рамон |        |            |
| 2007   | 2020   | Клод Лафон |        |            |

## Экономика
В 2010 году среди 620 человек трудоспособного возраста (15—64 лет) 472 были экономически активными, 148 — неактивными (показатель активности — 76,1 %, в 1999 году было 74,4 %). Из 472 активных жителей работали 450 человек (238 мужчин и 212 женщин), безработных было 22 (8 мужчин и 14 женщин). Среди 148 неактивных 59 человек были учениками или студентами, 53 — пенсионерами, 36 были неактивными по другим причинам.

## Достопримечательности
- Церковь Св. Иакова
- Водный мост Негра на Южном канале (1688—1689 годы). Исторический памятник с 1998 года[4]
- Мост Ан-Серни через Южный канал (XVII век). Исторический памятник с 1998 года[5]

## Фотогалерея

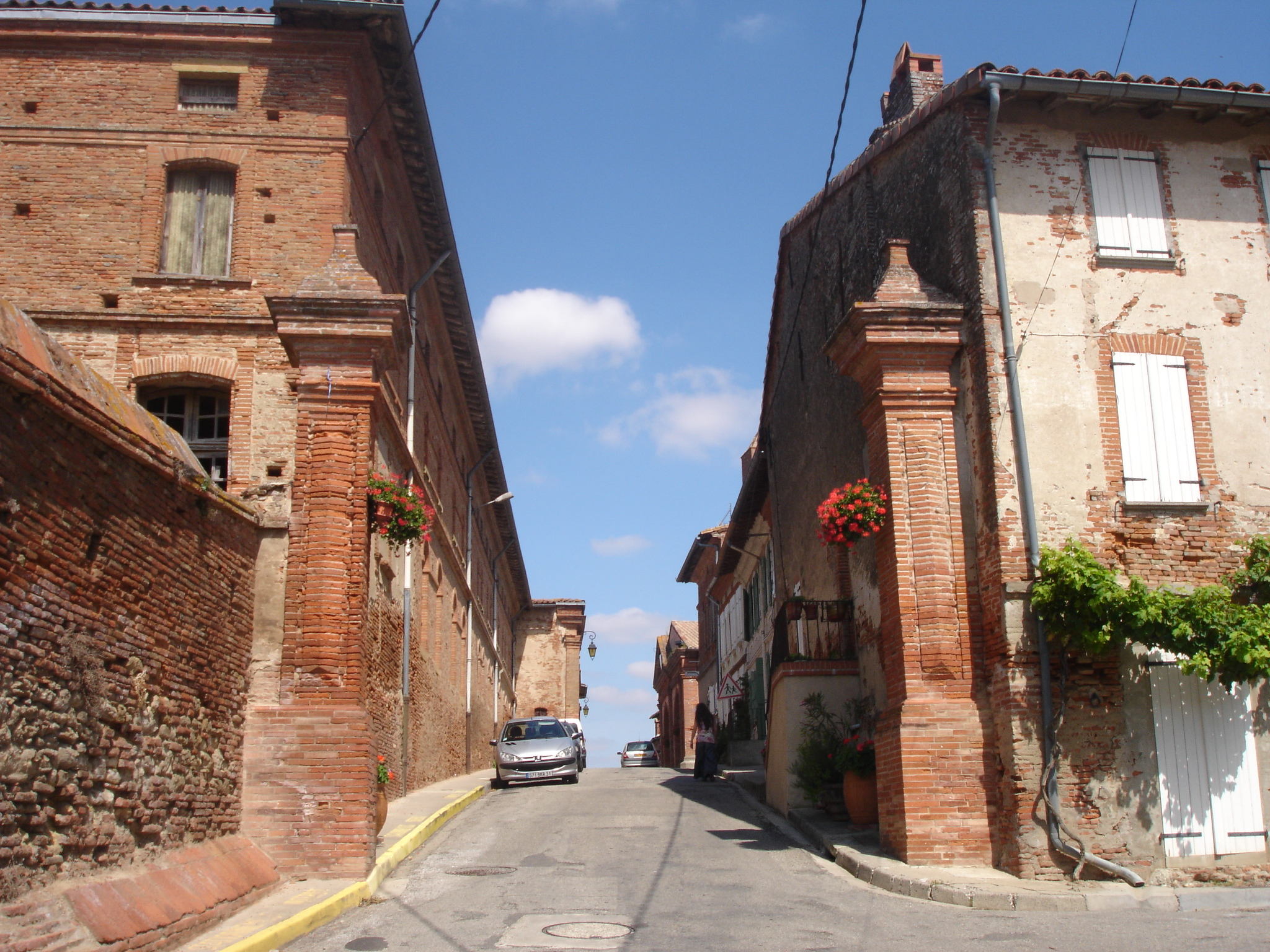
Центральная улица
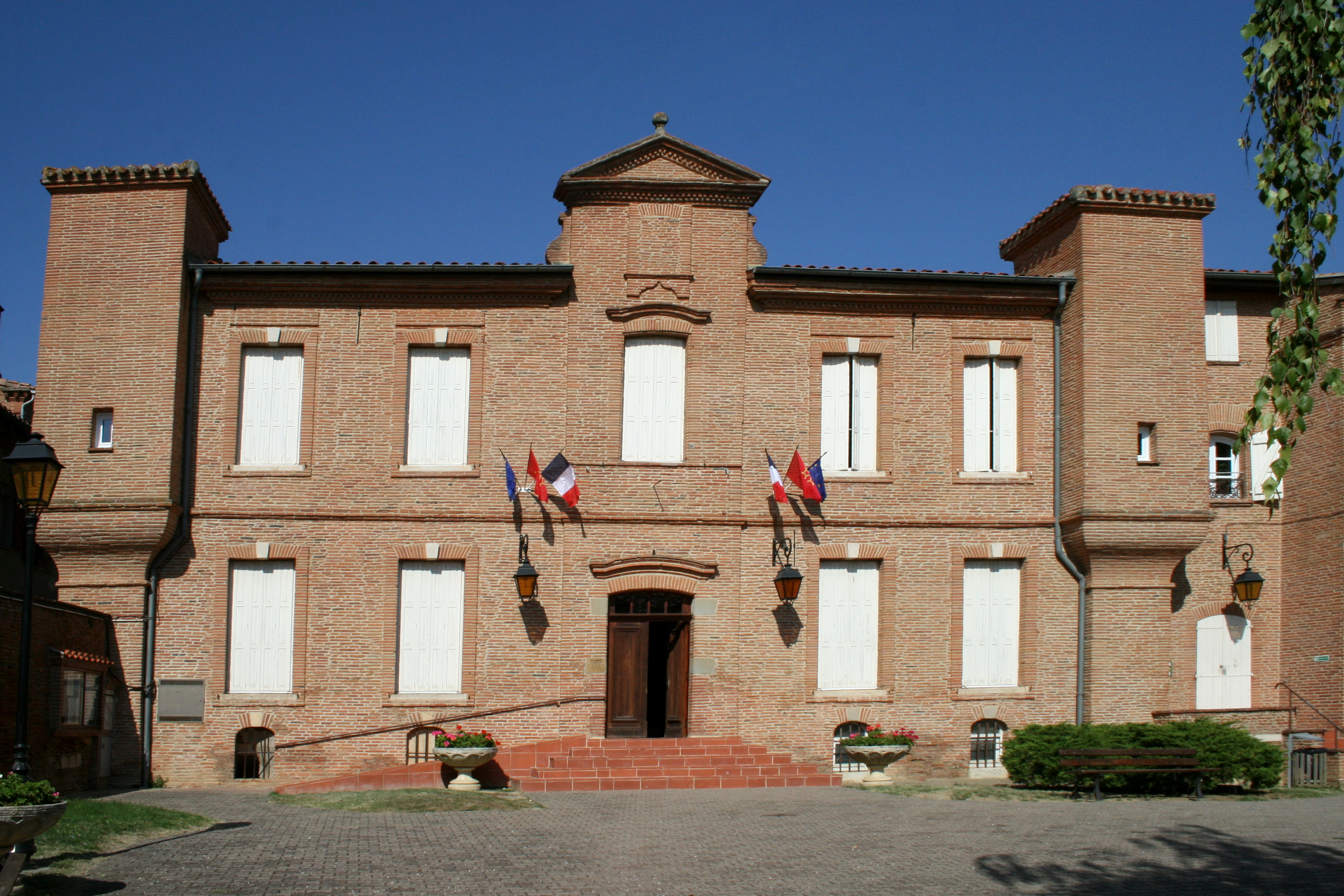
Мэрия
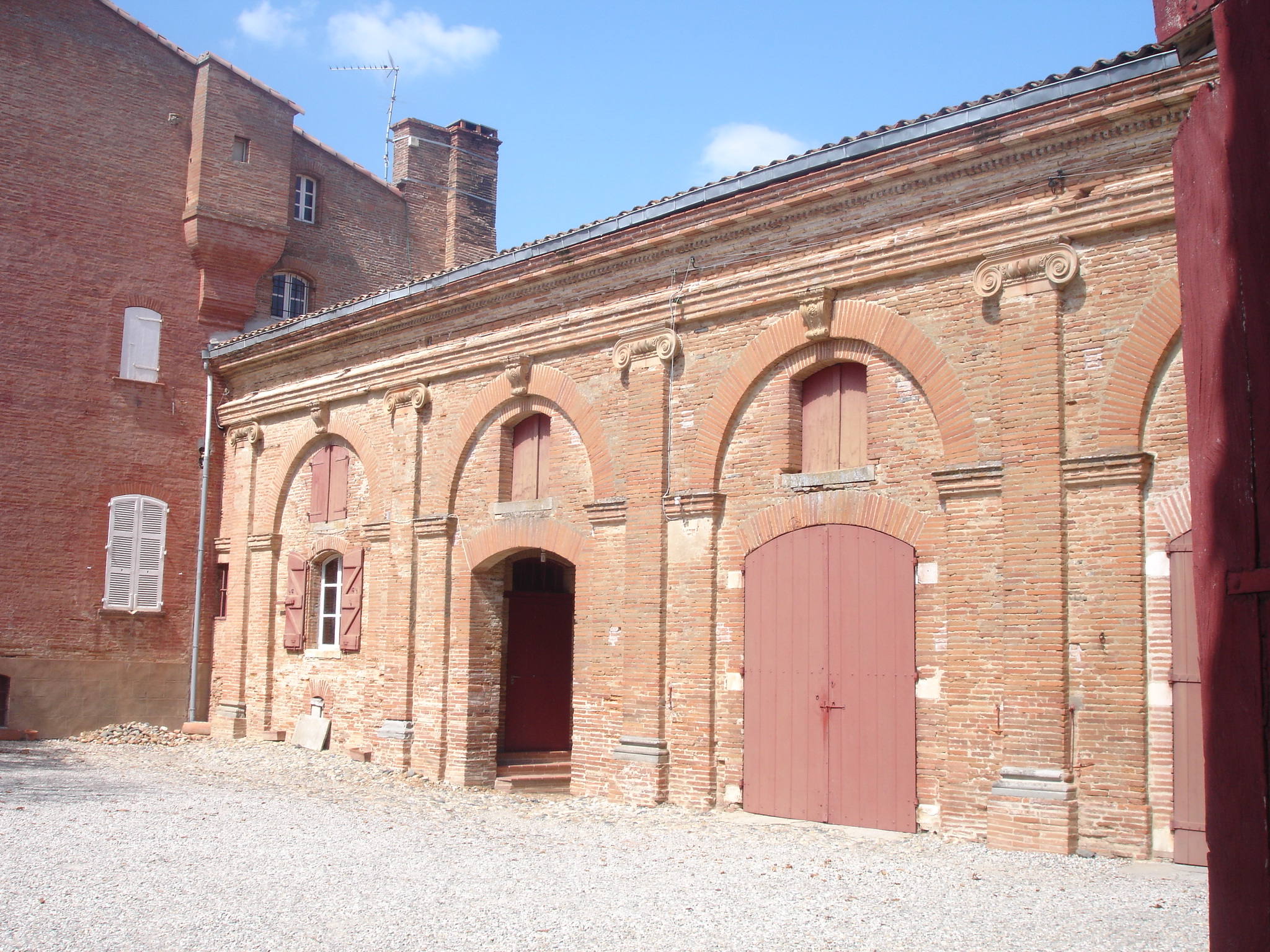
Пристройка к замку
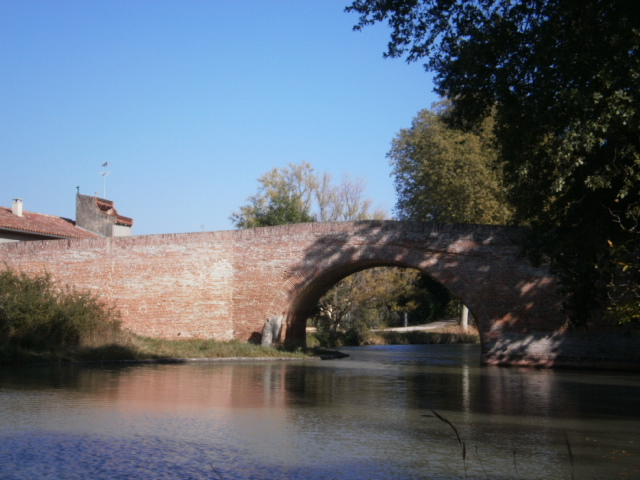
Водный мост Негра
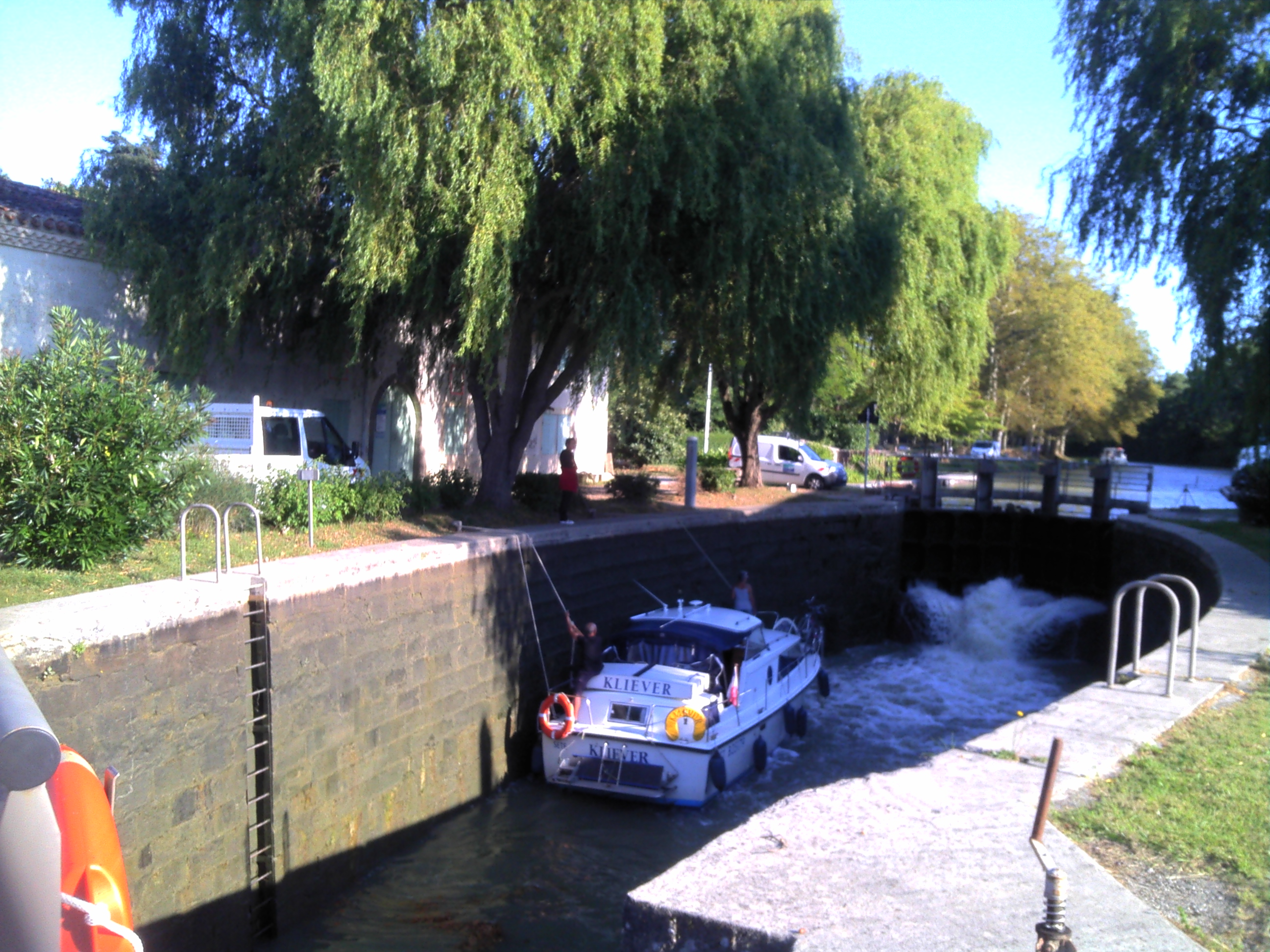
Шлюз на Южном канале